# Københavns Hovedbibliotek
Københavns Hovedbibliotek er et bibliotek, beliggende på Krystalgade 15 i Københavns indre by, som er en del af Københavns Kommunes Biblioteker. Københavns største og bredest benyttede kulturinstitution har omkring 900.000 – 1 mio. besøgende årligt (1,2 mio. besøgende i 2002) og udlåner årligt 1,6-1,8 millioner materialer (1,7 mio. enheder i 2002).

## Bibliotekets afdelinger
Biblioteket er i fem etager, forbundet med hinanden via elevatorer og rulletrapper, der er placeret ud mod et overdækket gårdrum. Etagerne huser hver sin egen afdeling; Nye materialer finder man i stuen samt udlån og afleveringsmaskiner. Før var der også her aviser, som man kunne sidde og læse i, men de blev rykket op på 4. sal, pga. pladsmangel. På 1. og 2. sal finder man KLM (Kunst, litteratur og musik) samt på 2. sal børneafdelingen. På 3. og 4. sal finder man vidensafdelingen. Humaniora, samfundsfag, geografi, teknik, natur og medicin finder man på 3. sal, mens historie findes på 4. sal (hvor der i øvrigt er stillezone). Dansk og udenlandsk Skønlitteratur finder man på 1. sal. Stueetagen inkluderer en række nye funktioner, som er blevet indpasset i huset siden 1993, herunder Det Kulørte Bibliotek (et tegneseriebibliotek) med tilhørende café, som i første omgang var på prøve, men hvis ordning nu er blevet gjort permanent. Udlån kan foretages i hver afdeling. Etagerne har ud mod midterpartiet store vindues lignende åbninger, der giver den besøgende et stort overblik over hele huset. Derudover findes en læsesal (2. sal), avislæsesal (4. sal) med adgang til fysiske og digitale udgaver, informationen (stuen) og hver etage rummer computere til informationssøgning. Derudover kan man finde webværkstedet på 4. sal, hvor man kan låne computere til fx brug af photoshop el.lign.
Man har permanent opstillet kunst forskellige steder på etagerne og består bl.a. af to skulpturer. Den ene skulptur er Hanne Varmings "Kone på taburet" fra 1982, som er deponeret af Københavns Kulturfond, mens den anden er en Philip Rikhotsos mørke træfigur navngivet "No name". Terminalborde, bogkasser og møbelstof er udsmykket med pang-farver pink, lilla og mintgrøn. Endvidere har stueetagens sydvestlige del et område til skiftende kunstudstillinger og diverse aktiviteter i midterrummet, herunder tilbagevendende besøg af forfattere, som er et resultat af en øget arrangementvirksomhed siden flytningen fra Kultorvet.

## Bibliotekets historie
Københavns Hovedbiblioteks historie går tilbage til Biblioteksvæsenets grundlæggelse den 2. marts 1885. Et hovedbibliotek, hvorfra virksomhedens centrale administration og ledelse havde sæde, blev etableret i forbindelse med reorganiseringen af folkebibliotekerne i 1912-13 – med det nordamerikanske biblioteksvæsen som forbillede. I bibliotekets første tid (fra 1917) var man placeret i resterne af Sankt Nikolaj kirkebygning (det nuværende Nikolaj Kunsthal) og man har sidenhen altid været placeret i bygninger, oprindeligt bygget til andre formål. I foråret 1957 tog man en beslutning om at flytte ind i dertil indrettede lokaler i en nyopført ejendom på Kultorvet samtidig med at kredsbiblioteket i Helligåndshuset og udlånsfilialen i Borgergade 15 blev en del af hovedbiblioteket, som åbnedes på ny den 17. juni 1957.
Bygningen, som har huset biblioteket siden 1993, blev opført i perioden 1904-1905 ved arkitekt N.P. Nielsen for Møller & Landschultz. Den var efter ønske fra kontorforsyningsvirksomheden oprindeligt indrettet som et trykkeri og til handel med kontorartikler. Omkring 1980 kom Daells Bolighus til hvorpå indretningen blev ændret til et møbelvarehus. Da man stoppede for salget af møbler 13 år efter, skete en yderligere ombygning ved arkitekt Claus Rathje før Københavns nye og større hovedbibliotek flyttede til den nuværende lokalitet og blev indviet den 1. oktober 1993. Ved indflytningen bevarede man ejendommens grundstruktur og arkitektoniske indretning, mens arealet blev udvidet fra ca. 7.000 m² til godt 10.000 m². Flytningen resulterede i at udlånstallet og besøgstallene et steget med ca. en tredjedel (2002).
Ejendommen på Krystalgade blev afløseren for den tidligere ejendom på Kultorvet, hvor man indtil da havde holdt til siden 1957. Imidlertid er der med tiden opstået pladsmangel på de omkring 10.000 m² (2002), der udgør det samlede lejemål – et stort grundlejemål indgået med ejendomsselskabet Jeudan A/S og to mindre lejemål indgået med lejere af ejendomme, der grænser op til Fiolstræde. Den samlede husleje reguleres med pristallet hvert år, men udgjorde 10,5 mio. kr. for 2002 – en lejekontrakt som lejer tidligst kan opsige med virkning fra 2008 og udlejer tidligst fra den 31. december 2013. Lokalerne på Kultorvet var nemlig ikke beregnet til at huse et bibliotek, da de oprindeligt var blevet opført til kontorer og først i sidste øjeblik udlejet til Københavns Kommune og indrettet til at huse et bibliotek.
Man tog i 2001 hul på en diskussion, hvorvidt man i løbet af de kommende år på ny skal flytte hovedbiblioteket til større og bedre lokaler og hvor det i så fald kan placeres så centralt så muligt, da pladsmanglen i de nuværende fysiske rammer igen er ved at indfinde sig og udvidelsesmulighederne i det nuværende lejemål praktisk taget er begrænsede. Scala-bygningen har bl.a. været på tale som en mulighed for en tilfredsstillende beliggenhed, men det har også været indover og bygge et helt nyt bibliotek på Israels Plads, Turbinehalsgrunden, ved Pumpehuset eller Vandværksgrunden tæt ved Vesterport Station. Endnu er der dog ikke truffet nogen politisk beslutning i Københavns Kommune omkring et nyt og tidssvarende hovedbibliotek anslået til et nytteareal på ikke under 20.000 m² og en byggesum i størrelsesordenen omkring 350 mio. kroner.